# Courjeonnet
Courjeonnet település Franciaországban, Marne megyében. Lakosainak száma 49 fő (2022. január 1.). Courjeonnet Broussy-le-Grand, Broussy-le-Petit, Coizard-Joches, Reuves és Villevenard községekkel határos.

## Népesség
A település népességének változása:
| Lakosok száma | 67   | 50   | 65   | 52   | 53   | 48   | 46   | 47   | 48   | 49   |
|               | 1968 | 1982 | 1990 | 2006 | 2013 | 2015 | 2017 | 2019 | 2020 | 2022 |